# Stembert
 (juin 2020).
Si vous disposez d'ouvrages ou d'articles de référence ou si vous connaissez des sites web de qualité traitant du thème abordé ici, merci de compléter l'article en donnant les références utiles à sa vérifiabilité et en les liant à la section « Notes et références ».
 (mars 2020).
Stembert (en wallon Stimbiè, en allemand Steinberg) est une section de la ville belge de Verviers situé en Wallonie dans la province de Liège
C'était une commune à part entière avant la fusion des communes de 1977.

## Évolution démographique
- Sources : INS, Rem. : 1831 jusqu'en 1970 = recensements, 1976 = nombre d'habitants au 31 décembre.

## Histoire locale
Ses habitants sont appelés les Leups, les Stimburkins ou plus communément les Stembertois. Ce surnom de Leups provient du folklore local qui avait fait des Stembertois la risée de toute la région de Verviers. En effet, après avoir remarqué la mort de plusieurs volailles, une battue a été organisée par les habitants du village afin de traquer la bête. Une fois attrapée et morte le « loup » en question n'était autre qu'un chien.
C'est pour perpétuer cette histoire locale que tous les trois ans les habitants de Stembert participent aux Francs-Jeux.
Tous les Stembertois et surtout les enfants parcourent les rues du village à la lueur d'une torche afin de chasser le loup qui se cache dans le parc du Château des Moines. Après s'être rendu compte que le loup n'était qu'un chien, tout le village punit quelques jours plus tard le fermier qui avait signalé avoir vu le loup. À ce moment tout le village se réunit autour du Grand Vivier petit lac local pour voir la punition du fermier Mathieu pour avoir provoqué la risée des Stembertois dans toute la région. Mais vu que le fermier Mathieu se dit malade il propose sa bourse d'or à celui qui acceptera de le remplacer et de se faire jeter dans le lac. En général la mise en scène est faite en wallon pour préserver la langue parlée à l'époque.

## Vie associative
- Chaque année a lieu la fête de la bière à la salle de Chanteloup durant la kermesse d'été (3e week-end de juillet).
- Les Stembertois commémorent annuellement l'histoire du fermier Mathieu en brûlant un loup en papier mâché sur le grand-vivier après une promenade aux lampions.